# Amboiška zarota
Amboiška zarota ali nemir v Amboisu (francosko la conjuration d'Amboise ali tumulte d'Amboise) je bil neuspel poskus državnega udara v Franciji marca 1560, ki ga je organiziral Louis de Condé.
Po smrti kralja Henrika II. leta 1559 so francoski protestanti upali, da se bodo preganjanja protestantov končala. Mladoletni kralj Franc II. je oblast predal Guiseom, zagrizenim pristašem borbe proti protestantizmu. Guisei so bili garanti ohranitve katolištva kot prevladujoče vere v Franciji. Politiko kraljevega dvora sta vodila vojvoda François de Guise in njegov brat Charles de Guise, kardinal Lorene.
Protestanti so upali, da se bodo znebili Guiseov. Računali so na dva krvna princa, prepričana protestanta: Antoinea de Bourbona in njegovega  mlajšega brata, princa Condéja. Poreklo je princema dopuščalo razmišljanje o prevzemu oblasti v kraljestvu, vendar sta se vzdržala odkritega spopada s kraljevim dvorom, kjer sta imela številne interese. Nezadovoljno z odnosom aristokratov se je protestantsko deželno plemstvo odločilo za zaroto proti Guiseom.
Cilj zarote je bil vplivati na odločitve 16-letnega kralja Franca II., obolelega za tuberkulozo, in odstraniti Guise. Zarotniki so izkoristili nezadovoljstvo razpuščenih vojakov, večinoma protestantskih plemičev,  čeprav so v zaroti sodelovali tudi katoličani. Ko je kraljevi dvor izvedel za zaroto, se je iz Bloisa preselil na laže branljiv grad Amboise. 17. marca 1560 so bili na ukaz Francoisa de Guisa aretirani zarotniki, ki so v majhnih skupinah prišli v Amboise pod poveljstvom hugenota Jeana de Barryja, gospoda de La Renaudieja. Guise je prisilil kralja, da ga je imenoval za generalnega guvernerja kraljestva za čas trajanja nemirov, in se odločil, da bo usmrtil vse zapornike. Zarotniki so bili v prisotnosti kralja in njegovih bratov obešeni na velikem balkonu gradu in grajskih obzidjih, v vrečah  vrženi v Loaro obglavljeni ali razkosani. Conde je zanikal kakršne koli povezave z zarotniki. Nemir v Amboisu je bil napoved začetka francoskih verskih vojn.